# Lagg, Isle of Arran
Lagg är en by på ön Isle of Arran i North Ayrshire, Skottland. Byn är belägen 12 km från Lamlash. Det har ett hotell.